# Де Ланге, Тития
Тития де Ланге (нидерл. Titia de Lange; род. 11 ноября 1955 года, Роттердам) — голландский учёный, труды в основном посвящены клеточной биологии, известность принесли исследования генов и теломеров. В 2013 году удостоилась премии за прорыв в области медицины — за исследования теломеров.
Именной профессор (Leon Hess Professor) и заведующая лабораторией клеточной биологии и генетики Рокфеллеровского университета.
Член Национальной медицинской академии США, член-корреспондент Королевской академии наук и искусств Нидерландов (2000), иностранный член Национальной академии наук США (2006).
Степень доктора философии по биохимии получила в 1985 году — в Амстердамском университете и Нидерландском институте рака.
C 1985 по 1990 год фелло-постдок в Калифорнийском университете в Сан-Франциско в лаборатории Нобелевского лауреата Харолда Вармуса.
C 1990 года преподаёт в Рокфеллеровском университете, где ныне также исследовательский профессор Американского общества онкологии и директор университетского центра исследований рака имени Андерсона.
Член редколлегии Genes & Development.
Член Американской академии искусств и наук (2007), EMBO (2001), Американской ассоциации содействия развитию науки (2007).

## Награды и отличия
- Премия Пола Маркса за исследование рака[англ.] (2001, в числе первых удостоенных)
- AACR-Women in Cancer Research Charlotte Friend Memorial Lectureship (2004)
- National Institutes of Health Director's Pioneer Award[англ.] (2005)
- Harvey Lecture[нем.] (2010)
- AACR G.H.A. Clowes Memorial Award (2010)
- Vilcek Prize in Biomedical Science[англ.] (2011)[6]
- Vanderbilt Prize (2011)[7]
- Премия Хейнекена (2012)[8]
- Премия за прорыв в области медицины (2013)[9]
- Международная премия Гайрднера (2014)[10]
- Премия Розенстила (2017)

Почётный доктор Утрехтского (2003) и Чикагского (2015) университетов.